# 878
| Calendário gregoriano                                                        | 878 DCCCLXXVIII                                       |
| Ab urbe condita                                                              | 1631                                                  |
| Calendário arménio                                                           | 327 – 328                                             |
| Calendário bahá'í                                                            | -966 – -965                                           |
| Calendário budista                                                           | 1422                                                  |
| Calendário chinês                                                            | 3574 – 3575 Início a 8 de fevereiro (aproximadamente) |
| Calendário copta                                                             | 594 – 595                                             |
| Calendário etíope                                                            | 870 – 871                                             |
| Calendários hindus - Vikram Samvat - Calendário nacional indiano - Cáli Iuga | 933 – 934 799 – 800 3978 – 3979                       |
| Calendário Holoceno                                                          | 10878                                                 |
| Calendário islâmico                                                          | 264 – 265                                             |
| Calendário judaico                                                           | 4638 – 4639                                           |
| Calendário persa                                                             | 256 – 257                                             |
| Calendário rúnico                                                            | 1128                                                  |
| Calendário solar tailandês                                                   | 1421                                                  |

878 (DCCCLXXVIII, na numeração romana) foi um ano comum do século IX do Calendário Juliano, da Era de Cristo, teve início a uma quarta-feira e terminou também a uma quarta-feira e a sua letra dominical foi E (52 semanas).
No território que viria a ser o reino de Portugal estava em vigor a Era de César que já contava 916 anos.
| Ano completo                        |
| ----------------------------------- |
| Ano comum com início à quarta-feira |

## Eventos
- Coimbra é anexada ao Reino das Astúrias pelo rei Afonso III das Astúrias mas mantêm-se sob o governo do conde Hermenegildo Guterres.
- O Condado de Gerona une-se ao Condado de Barcelona.
- Ataque à Galiza pelas forças de Albarra ibne Maleque Alcoraxi.
- Entre 6 e 12 de maio trava-se a Batalha de Ethandun entre as forças de  Alfredo de Inglaterra “o Grande” e o exército do rei viquingue dinamarquês Gutrum “o Velho”, que morre em 890.
- É assinado o Tratado de Wedmore, que estabelece a paz entre Alfredo de Inglaterra “o Grande” e as forças Dinamarquesas de Gutrum.